# Thennilapuram Parasuraman Ramamoorthy
Thennilapuram Parasuraman Ramamoorthy (1945) es un botánico indio, siendo especialista en la taxonomía y fitoquímica de Lamiaceae, con énfasis en especies de México.

## Honores

### Eponimia
- (Lamiaceae) Salvia ramamoorthyana Espejo[3]
- La abreviatura «Ramamoorthy» se emplea para indicar a Thennilapuram Parasuraman Ramamoorthy como autoridad en la descripción y clasificación científica de los vegetales.[4]